# Clusia fructiangusta
Clusia fructiangusta är en tvåhjärtbladig växtart som beskrevs av José Cuatrecasas. Clusia fructiangusta ingår i släktet Clusia och familjen Clusiaceae. Inga underarter finns listade i Catalogue of Life.

## Bildgalleri

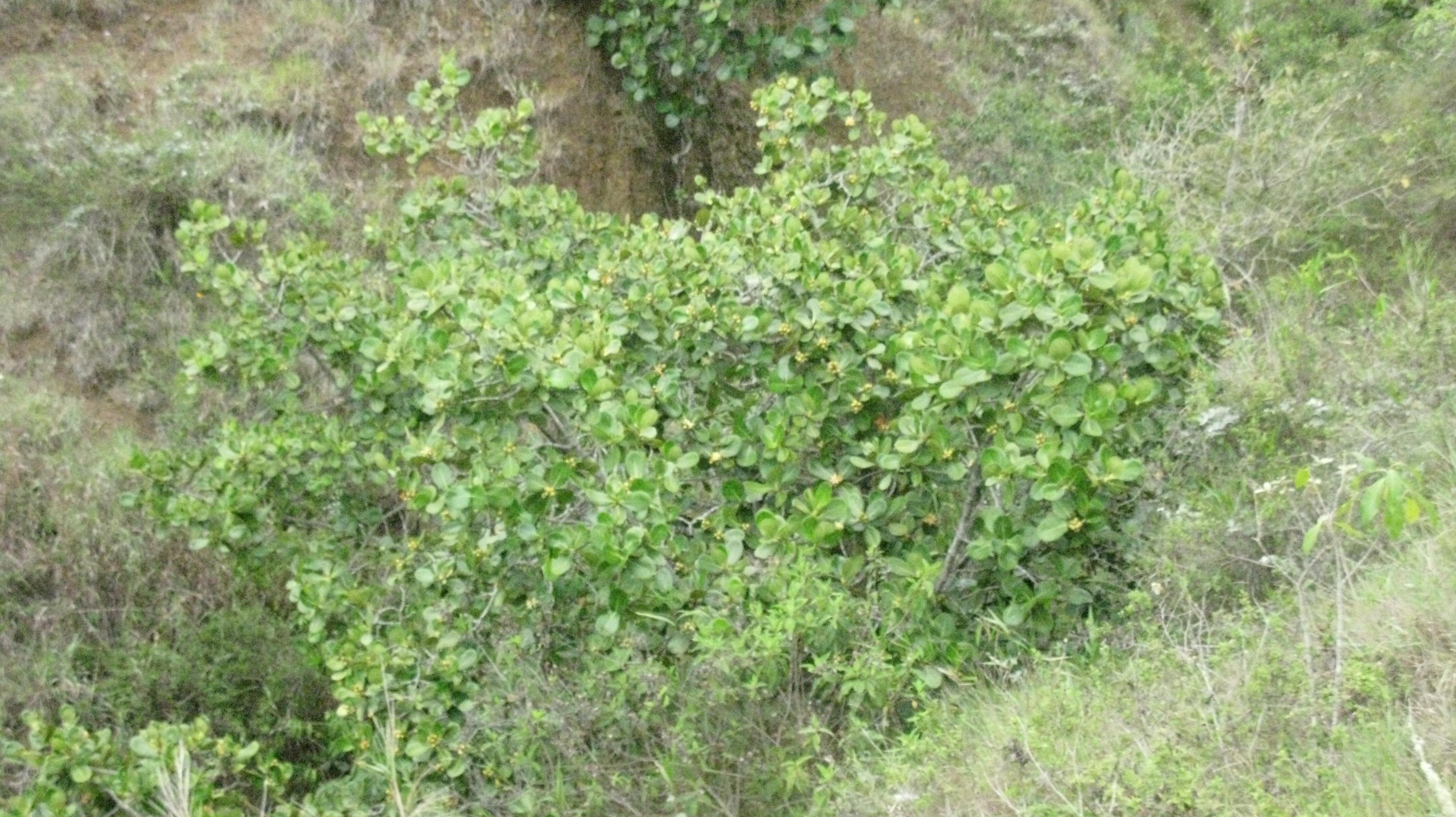
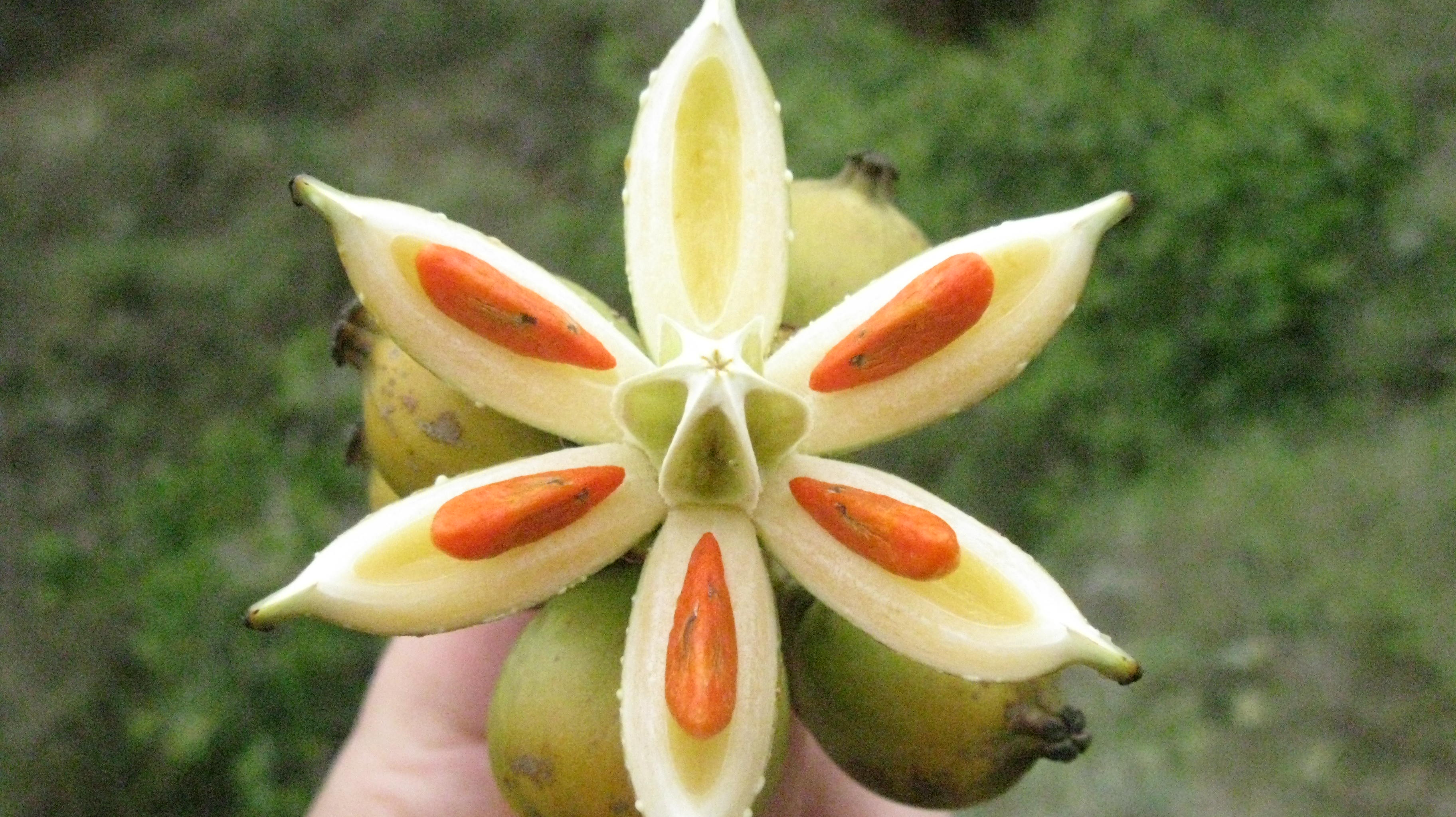